# روبرت هاريس (سياسي)
روبرت هاريس (بالإنجليزية: Robert Harris)‏ هو سياسي أمريكي، ولد في 5 سبتمبر 1768 في هاريسبرج في الولايات المتحدة، وتوفي بنفس المكان في 3 سبتمبر 1851. حزبياً، نشط في الحزب الديمقراطي. وقد انتخب عضو مجلس النواب الأمريكي.